# ATP Cologne 2
L'ATP Cologne 2, noto come Bett1HULKS Championship per ragioni di sponsorizzazione, è stato un torneo di tennis maschile facente parte della categoria ATP Tour 250. Si è giocato a Colonia, in Germania, sui campi in cemento della Lanxess Arena. Si è svolta la sola edizione del 2020 con la licenza per un solo anno concessa dall'ATP a seguito delle tante cancellazioni dovute alla pandemia di COVID-19. La stessa licenza per un solo anno è stata concessa all'ATP Cologne 1, che si è tenuto sempre a Colonia la settimana precedente.

## Albo d'oro

### Singolare
| Anno | Campione         | Finalista         | Punteggio |
| ---- | ---------------- | ----------------- | --------- |
| 2020 | Alexander Zverev | Diego Schwartzman | 6–2, 6–1  |

### Doppio
| Anno | Campioni                    | Finalisti                   | Punteggio |
| ---- | --------------------------- | --------------------------- | --------- |
| 2020 | Raven Klaasen Ben McLachlan | Kevin Krawietz Andreas Mies | 6–2, 6–4  |